# Aeroportul Kufra
Aeroportul Kufra (IATA: AKF, ICAO: HLKF) este un aeroport din Districtul Al Kufrah, Libia ce deservește zona Kufra⁠(d).
Situat la o altitudine de 417 m, aeroportul dispune de 1 pistă.

## Infrastructură

### Piste
Aeroportul dispune de o singură pistă. Pista 02L/20R are suprafața de asfalt și dimensiunile 3.660 m × 30 m. 